# 중국 인민무장경찰부대
중국 인민무장경찰부대(중국어 간체자: 中国人民武装警察部队 (武警部队), 정체자: 中國人民武裝警察部隊, 병음: Zhōngguó Rénmín Wǔzhuāng Jǐngchá Bùduì, 영어: Chinese People's Armed Police Force, CAPF), 간단히 인민무장경찰은 중화인민공화국의 국경 경비대 겸 군사경찰이다. 이 조직은 치안을 맡은 공안과 다르며, 유사 시 군사력으로 활용할 수 있도록 체계화된 준 군사조직이다.

## 역사
이 군사조직은 공식적으로는 1982년에 설립되었으나, 이 조직의 구성 단위들은 1949년으로 거슬러 올라간다. 1949년 10월 중국이 성립된 뒤인 1949년 12월에 인민공안부대가 조직화되었다. 처음에는 각지의 공안 부문 아래에 각 부대가 배치되어 통일적인 조직으로서의 실체가 없었지만 1950년 이후, 통일 편성을 위한 시도가 이뤄지며 1952년에 < 인민해방군 공안부대 >, 1955년에는 <인민해방군공안군>으로 개칭되었다. 그 때부터 각지의 공안부대는 <인민무장경찰>로 불리게 되었고 1957년에 다시 인민해방군공안부대로 돌아가며 1958년에 <인민무장경찰>, 1963년에 저우언라이의 의향에 따라 <인민공안부대>의 명칭으로 다시 돌아갔다. 1966년에 문화대혁명의 시작과 더불어 인민해방군에 통합되어 인민공안부대는 소멸되었다. 오늘날의 <인민무장경찰>은 1982년에 재편되었으며 인민해방군의 장비나 인원의 일부를 공안부에 이관하고, 성, 시, 자치군 별로 무장총대를 설치했다.

## 역할
- 시위나 폭동 진압
- 대테러 작전
- 주요 지도자 경호
- 국가 주요 시설 경비
- 현역 인민해방군 소속 군인 사형수의 사형(총살형) 집행 - 이들 중 연대급 군비규경부대에서 차출된 군인이 현역 군인들에 대한 총살형을 집행한다. 민간인은 약물 주사형 방식으로만 집행되지만 오로지 현역 군인인 경우에만 이들이 군인만의 특수하고 전통적인 사형법인 총살형으로 집행한다.
- 중국 인민해방군 내부 치안 담당
- 중국 인민해방군에 대한 군 기강 단속

## 조직

### 지휘부
- 무장수뢰지휘부
- 무장수뢰교통부
- 무장연금지휘부
- 무장산림지휘부

### 부대
일반
- 선양 군구
  - 무장경찰 제117사단 (8610부대) : 辽宁盘锦
  - 무장경찰 제120사단 (8620부대) : 辽宁兴城
- 베이징 군구
  - 무장경찰 제81사단 (8630부대) : 天津河东区
  - 무장경찰 제114사단 (8640부대) : 河北定州
  - 무장경찰 제187사단 (8650부대) : 山西榆次
- 란저우 군구
  - 무장경찰 제7사단 (8660부대) : 新疆伊犁
  - 무장경찰 제63사단 (8670부대) : 甘粛平凉
- 지난 군구
  - 무장경찰 제128사단 (8680부대) : 河南恐义
- 난징 군구
  - 무장경찰 제2사단 (8690부대）：江苏宜兴
  - 무장경찰 제93사단 (8710부대）：福建蒲田
  - 무장경찰 제181사단 (8720부대) : 江苏无锡
- 광저우 군구
  - 무장경찰 제126사단 (8730부대) : 广东广州市花都
- 청두 군구
  - 무장경찰 제38사단 (8740부대) : 四川南充
  - 무장경찰 제41사단 (8750부대) : 云南蒙自

주요활동별 부대
- 내위부대(内衛部隊) : 국가 중요시설의 감시를 하거나 비상사태 시의 치안유지, 대규모 재해나 기간설비 건설, 전시 상황에서 후방 방위작전 참여 등에 대한 지원과 같은 경비와 치안유지 중심의 제반 활동을 한다.
- 황금부대(黄金部隊) : 금광의 관리와 금 생산 관련 활동에 대한 활동을 한다.
- 수전부대(水電部隊) : 수력발전소 건설에 관한 제반 활동을 한다.
- 교통부대(交通部隊) : 도시나 항만, 도로나 교각 등의 건설과 같은 운수건설에 관한 제반 활동을 한다.
- 삼림부대(森林部隊) :  전 세계의 유일한 생태 보호 부대이다. 산림 감시나 보호에 관한 제반 활동을 한다.

중화인민공화국 공안부 직할 부대
- 수변부대(辺防部隊) : 국경 경배와 관리, 밀수나 탈북자 등과 같은 불법 입출국 단속을 한다.
- 소방부대(消防部隊) : 소방과 관련한 제반 활동, 비폭력 돌발 사고에서 민간인 구조 등에 대한 활동을 한다.
- 경위부대(警衛部隊) : 주요 요인 등에 대한 경호,당과 국가 지도자, 성•시(省•市) 주요 지도자 및 중요한 외빈들의 경호 임무를 맡는다.

특수
- 특경대
- 설표돌격대

### 교육 기관
- 무장지휘학원 - 天津
- 무장공정(工程)학원 - 西安
- 무장의학원 - 天津
- 무장특경학원 - 베이징
- 무장학원 - 河北廊坊
- 공안해경고등전과학교 - 浙江寧波

## 참고
1. ↑  ““담배 심부름 가야 해, 비행기 멈춰” 中 무장경찰 행패”. 경향신문. 2013년 5월 8일. 2013년 5월 28일에 확인함.
2. ↑  Shambaugh, David L (2004). 《Modernizing China's military: progress, problems, and prospects》 (영어). University of California Press. 170쪽.
3. ↑  중국을 이해하는 9가지 관점 : 살림지식총서334

## 같이 보기
- 중국 인민해방군
- 중화인민공화국 공안부 (MPS)